# Sandra Faraj
Sandra Faraj Cavalcante (Taguatinga, 12 de fevereiro de 1975) é uma política brasileira, foi deputada distrital do Distrito Federal. É casada e pastora evangélica na Comunidade Cristã Ministério da Fé. Cursou o ensino fundamental e médio em instituições de ensino públicas e, formou-se em administração de empresas com especialização em comércio exterior pelo Instituto Brasileiro de Mercado de Capitais. 
Na Câmara Legislativa do Distrito Federal atua em diversas frentes, sendo eleita em 2015 para a presidência da Comissão de Constituição e Justiça e em 2017, assumiu a Primeira Secretaria da Mesa Diretora da Câmara Legislativa. Em três anos de atuação parlamentar, conquistou a sanção de 18 leis; apresentou 73 projetos de lei; destinou mais de 10 milhões para obras de infraestrutura nas cidades; e, protocolou mais de 1.800 indicações de obras ao Governo do Distrito Federal. 
Sandra Faraj não abre mão da defesa da família e do social. Acompanha e apoia as atividades de entidades voltadas ao atendimento de famílias carentes e pessoas em recuperação de vícios, realizando visitas, costurando apoio com o setor produtivo e construindo pontes com o Governo, pois entende que o desenvolvimento social é importante para o Distrito Federal e para toda a população.